# Département Allier
Das Département de l'Allier ([aˈlje], in Okzitanisch Alèir [a'lɛj]) ist das französische Département mit der Ordnungsnummer 03. Es liegt in der Mitte des Landes in der Region Auvergne-Rhône-Alpes und ist nach dem Fluss Allier benannt.

## Geografie
Das Département grenzt im Nordwesten an das Département Cher der Region Centre-Val de Loire, im Norden an das Département Nièvre der Region Bourgogne-Franche-Comté, im Osten an das Département Saône-et-Loire, ebenfalls in Bourgogne-Franche-Comté, im Südosten an das Département Loire, im Süden an das Département Puy-de-Dôme und im Westen an das Département Creuse der Region Nouvelle-Aquitaine.
Der Westen des Départements wird vom Cher nordwärts entwässert, der Fluss durchquert dabei auch die größte Stadt Montluçon. Der namengebende Allier durchfließt das Département mittig ebenfalls in nördlicher Richtung und passiert dabei Vichy und die Hauptstadt Moulins. Die Loire bildet den überwiegenden Teil der Ostgrenze zum Département Saône-et-Loire.

## Geschichte
Das Département Allier umfasst den Großteil der historischen Grafschaft Bourbonnais, des Stammsitzes des Hauses Bourbon.
Das Département wurde während der Französischen Revolution am 4. März 1790 aus dem größten Teil der bis dahin bestehenden Provinz Bourbonnais gebildet. Es untergliederte sich in sieben Distrikte (frz.: district), den Vorläufern der Arrondissements. Die Distrikte waren Cérilly, Cusset, Le Donjon, Gannat, Montluçon, Montmarault und Moulins. Das Département und die Distrikte untergliederten sich in 59 Kantone und hatten (1791) 267.126 Einwohner. Hauptstadt war bereits damals Moulins.
Die Arrondissements Gannat, Lapalisse, Montluçon und Moulins wurden am 17. Februar 1800 eingerichtet. Am 10. September 1926 wurde das Arrondissement Gannat aufgelöst und den anderen Arrondissements zugeteilt.
Im Zweiten Weltkrieg war das Département nach dem Waffenstillstand von Compiègne während der ersten Jahre der deutschen Besetzung Frankreichs von der für Menschen und Waren nur mit Genehmigung passierbaren Demarkationslinie zwischen der besetzten und der „freien“ Zone durchtrennt. Am 24. August 1941 wurde aus dem Arrondissement Lapalisse das Arrondissement Vichy. Dort richtete der Marschall Pétain die Hauptstadt des die Dritte Republik ablösenden État Français ein.
Von 1960 bis 2015 war es Teil der Region Auvergne, die 2016 in der Region Auvergne-Rhône-Alpes aufging.

## Bevölkerung

### Demografie
Das Département hat heute rund 341.000 Einwohner. Mit einer Bevölkerungsdichte von 47 Einwohner pro km² gehört es zu den am dünnsten besiedelten Départements Frankreichs. Während über das 19. und 20. Jahrhundert hinweg ein steter Bevölkerungszuwachs zu verzeichnen war und die Einwohnerzahl bis nach dem Zweiten Weltkrieg auf 420.000 Menschen gestiegen war, sank sie danach aufgrund der Deindustrialisierung und der Landflucht auf den heutigen Stand. Dieser Trend hat sich im Laufe der 2000er Jahre abgeschwächt, wie viele ländliche Départements weist Allier heute einen leicht positiven Migrationssaldo auf. Die Bevölkerung konzentriert sich dabei auf die drei großen Städte Vichy, Montluçon und Moulins und ihr Umland (aires urbaines), wo zwei Drittel der Einwohner leben. Weitere Zentren existieren nicht, bereits die sechstgrößte Stadt, Domérat, hat unter 10.000 Einwohner.

### Städte
Die bevölkerungsreichsten Gemeinden des Départements Allier sind:
| Stadt                     | Einwohner (2022) | Arrondissement |
| ------------------------- | ---------------- | -------------- |
| Montluçon                 | 33.317           | Montluçon      |
| Vichy                     | 25.702           | Vichy          |
| Moulins                   | 19.344           | Moulins        |
| Yzeure                    | 12.670           | Moulins        |
| Cusset                    | 13.329           | Vichy          |
| Domérat                   | 8.665            | Montluçon      |
| Bellerive-sur-Allier      | 8.898            | Vichy          |
| Commentry                 | 6.018            | Montluçon      |
| Gannat                    | 5.684            | Vichy          |
| Saint-Pourçain-sur-Sioule | 4.894            | Moulins        |

## Verwaltungsgliederung
Das Département Allier gliedert sich in 3 Arrondissements, 19 Kantone und 317 Gemeinden:

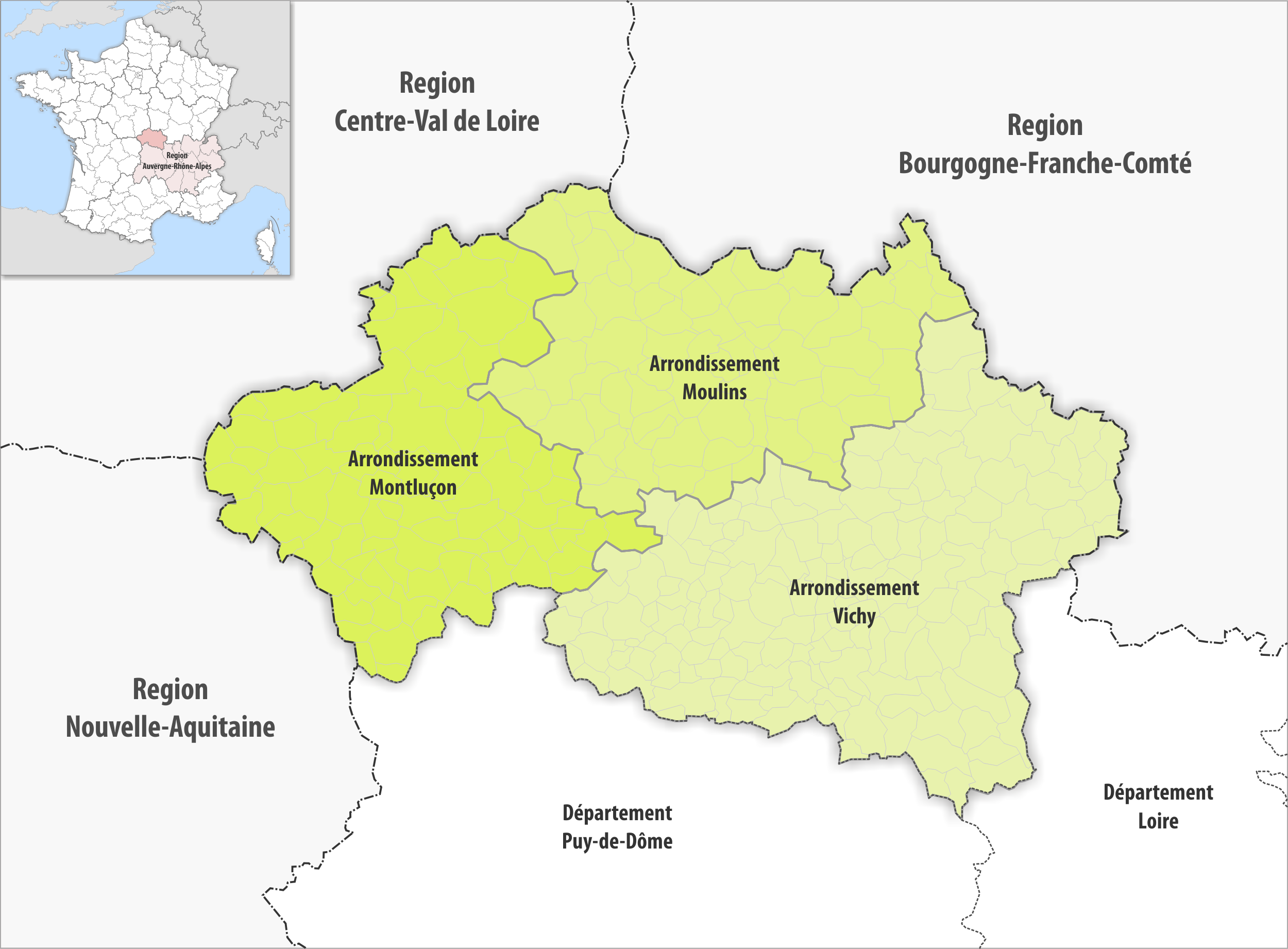
Gemeinden und Arrondissemente im Département Allier

| Arrondissement     | Kantone | Gemeinden | Einwohner 1. Januar 2022 | Fläche km² | Dichte Einw./km² | Code INSEE |
| ------------------ | ------- | --------- | ------------------------ | ---------- | ---------------- | ---------- |
| Montluçon          |         | 90        | 104.950                  | 2.172,04   | 48               | 031        |
| Moulins            |         | 67        | 76.303                   | 2.016,86   | 38               | 032        |
| Vichy              |         | 160       | 153.462                  | 3.151,21   | 49               | 033        |
| Département Allier | 19      | 317       | 334.715                  | 7.340,11   | 46               | 03         |